# Les Affamés (film, 2017)
Pour l’article homonyme, voir Les Affamés.
Pour plus de détails, voir Fiche technique et Distribution.
Les Affamés est un film québécois réalisé par Robin Aubert, sorti en 2017.

## Synopsis
Dans un petit village reculé de l'ouest du Québec, les choses ont changé. Les habitants ne sont plus les mêmes - leurs corps tombent en lambeaux et certains se retournent contre leurs proches pour les tuer. Quelques rescapés se cachent dans les bois et se mettent en quête de retrouver d'autres survivants comme eux.

## Fiche technique
Sources : IMDb et Films du Québec
- Titre original : Les Affamés
- Réalisation et scénario : Robin Aubert
- Musique : Pierre-Philippe Côté
- Conception artistique : André-Line Beauparlant
- Décors : Philippe Lord
- Costumes : Julie Charland
- Maquillage : Marie-France Guy
- Maquillage d'effets spéciaux et cadavres : Erik Gosselin
- Coiffure : Janie Otis
- Photographie : Steeve Desrosiers
- Son: Jean-Sébastien Beaudoin-Gagnon, Olivier Calvert, Stéphane Bergeron
- Montage : Robin Aubert et Francis Cloutier
- Colorisation : Nico Ilies
- Production : Stéphanie Morissette
- Société de production : La Maison de prod
- Société de distribution : Les Films Christal
- Budget : 3 millions $ CA
- Pays de production :  Canada
- Langue originale : français
- Format : couleur
- Genre : horreur
- Durée : 103 minutes
- Dates de sortie :
  - Canada : 
    - 7 septembre 2017 (première au Festival international du film de Toronto)
    - 20 octobre 2017 (sortie en salle au Québec)

  - France : 3 février 2018 (Festival international du film fantastique de Gérardmer)
- Classification :
  - Québec : 13 ans et plus (Violence, horreur)[2]

## Distribution
- Marc-André Grondin : Bonin
- Monia Chokri : Tania
- Charlotte St-Martin : Zoé
- Micheline Lanctôt : Pauline
- Marie-Ginette Guay : Thérèse
- Brigitte Poupart : Céline
- Édouard Tremblay-Grenier : Ti-Cul
- Luc Proulx : Réal
- Didier Lucien : Vézina
- Robert Brouillette : Paco
- Martin Héroux : Demers
- Patrick Hivon : le coureur automobile

## Production
Dans une interview en marge de la projection du film Les Affamés au Festival international du film de Toronto, Robin Aubert cite Robert Bresson et Andreï Tarkovski comme ses deux principales influences cinématographiques.
Le tournage a lieu à l'été 2016 au Québec (Canada), dont Ham-Nord (Arthabaska), Saint-Adrien et Wotton (Estrie).

## Distinctions

### Récompenses
- Festival du nouveau cinéma de Montréal 2017 : section « Temps Ø » — prix du public du meilleur long métrage[5]
- Festival international du film de Toronto 2017 : meilleur film canadien[6]
- Festival international du film fantastique de Gérardmer 2018 : prix du jury[7],[8]
- Québec Cinéma 2018 (Prix Iris) :
  - Meilleur film pour le productrice Stéphanie Morissette
  - Meilleure réalisation pour Robin Aubert
  - Meilleure interprétation dans un second rôle féminin pour Brigitte Poupart
  - Meilleur son pour Jean-Sébastien Beaudoin-Gagnon, Stéphane Bergeron, Olivier Calvert
  - Meilleure musique originale pour Pierre-Philippe Côté alias Pilou[9]
  - Meilleur maquillage pour Erik Gosselin, Marie-France Guy
  - Film s'étant le plus illustré à l'extérieur du Québec

#### Nomination
- Québec Cinéma 2018 (Prix Iris) : meilleure interprétation dans un second rôle féminin pour Micheline Lanctôt